# Denza
Shenzhen BYD Daimler New Technology Co., Ltd. - Denza je proizvajalec električnih avtomobilov. Podjetje je bilo ustanvovljeno maja leta 2010 kot polovično partnerstvo kitajskega BYD Auto in nemškega Daimler AG. Sedež podjetja je v Šenzenu, Kitajska. 
Tovarna v Pingšanu (Šenzen) naj bi imela proizvodno kapaciteto 40.000 vozil na leto.
S prodajo električnih avtomobilov Denza so začeli leta 2014. Vozilo ima električni motor z močjo 86 kW in LiFePO4 baterijo s kapaciteto 47,5 kWh. Največja hitrost je 150 km/h, doseg pa 300 kilometrov. Baterijo se do napolniti v 7 urah ali pa v 1 uri, odvisno od napajanja polnilne postaje.